# Kelley Law
Kelley Law (* 11. Januar 1966 in Burnaby, British Columbia) ist eine kanadische Curlerin.
Ihr internationales Debüt hatte Law im Jahr 2000. Bei der Curling-Weltmeisterschaft in Glasgow gewann sie als Skip mit ihrer Mannschaft die Goldmedaille.
Law gewann 2001 die kanadischen Olympic Curling Trails mit ihrem Team und vertrat Kanada bei den XIX. Olympischen Winterspielen im Curling. Sie gewann am 21. Februar 2002 mit ihrer Mannschaft die olympische Bronzemedaille nach einem 9:5-Sieg gegen die Vereinigten Staaten um Skip Kari Erickson.

## Erfolge
- 3. Platz Olympische Winterspiele 2002
- Weltmeisterin 2000